# 布拉锡廷诺尔
布拉锡廷诺尔，又名巴里格沙诺尔，是位于中国内蒙古自治区呼伦贝尔市新巴尔虎右旗阿尔山苏木的一个湖泊。其位置约在东经116°49′，北纬48°42′。湖面海拔560米，面积达1平方公里。该湖为咸水湖。布拉锡廷诺尔在蒙古语中的意思是湖旁有坟墓。